# Happenstance
Happenstance es el segundo álbum de estudio de la banda de Heavy metal liderada por el luchador profesional Chris Jericho. El álbum salió a la venta el 30 de julio de 2002.

## Concepto del álbum
La idea de este álbum es la misma que la del primero, versiones de canciones de artistas de Heavy metal como Iron Maiden, Judas Priest o W.A.S.P. (aun así el álbum tiene canciones originales). Este es el último álbum en el que se dedicara, casi por completo, a realizar versiones de canciones.

## Lista de canciones
Todas las canciones escritas y compuestas por Rich Ward y Chris Jericho, excepto donde se indica lo contrario. 
| Happenstance |                      |                                                                                     |          |  |
| N.º          | Título               | Escritor(es)                                                                        | Duración |  |
| 1.           | «Whitechapel 1888»   | Scott Banks                                                                         | 1:00     |  |
| 2.           | «To Kill a Stranger» |                                                                                     | 4:00     |  |
| 3.           | «Happenstance»       |                                                                                     | 5:01     |  |
| 4.           | «Freewheel Burning»  | Glenn Tipton, Rob Halford, K. K. Downing                                            | 4:48     |  |
| 5.           | «The Mob Rules»      | Ronnie James Dio, Geezer Butler, Tony Iommi                                         | 3:19     |  |
| 6.           | «Big City Nights»    | Klaus Meine, Rudolf Schenker                                                        | 4:25     |  |
| 7.           | «Crucify Yourself»   |                                                                                     | 4:30     |  |
| 8.           | «L.O.V.E. Machine»   | Blackie Lawless                                                                     | 4:11     |  |
| 9.           | «Balls to the Wall»  | Peter Baltes, Udo Dirkschneider, Gaby Hauke, Wolf Hoffmann, Stefan Kaufmann, Deaffy | 5:46     |  |
| 10.          | «With the Fire»      | Ward, Jericho, Keith Watson                                                         | 4:44     |  |
| 11.          | «Where Eagles Dare»  | Steve Harris                                                                        | 6:19     |  |
| 48:07        |                      |                                                                                     |          |  |